# Asmat
Asmat là một tiểu vùng nằm ở tây bắc khu vực Anseba (Zoba Anseba) của Eritrea. Thủ phủ của nó nằm ở Asmat.